# Popów (gromada w powiecie kłobuckim)
Popów – dawna gromada, czyli najmniejsza jednostka podziału terytorialnego Polskiej Rzeczypospolitej Ludowej w latach 1954–1972.
Gromady, z gromadzkimi radami narodowymi (GRN) jako organami władzy najniższego stopnia na wsi, funkcjonowały od reformy reorganizującej administrację wiejską przeprowadzonej jesienią 1954 do momentu ich zniesienia z dniem 1 stycznia 1973, tym samym wypierając organizację gminną w latach 1954–1972.
Gromadę Popów z siedzibą GRN w Popowie utworzono – jako jedną z 8759 gromad na obszarze Polski – w powiecie kłobuckim w woj. stalinogrodzkim, na mocy uchwały nr 19/54 WRN w Stalinogrodzie z dnia 5 października 1954. W skład jednostki weszły obszary dotychczasowych gromad Dąbrówka, Dębie, Popów i Zawady oraz wieś Zbory z dotychczasowej gromady Zbory ze zniesionej gminy Popów w tymże powiecie, a także oddziały leśne nr nr 1–9, 13 i 14 z Nadleśnictwa Grodzisko i oddziały leśne nr nr 131–134 i 156–169 z Nadleśnictwa Parzymiechy. Dla gromady ustalono 19 członków gromadzkiej rady narodowej.
20 grudnia 1956 województwo stalinogrodzkie przemianowano (z powrotem) na katowickie.
31 grudnia 1961 do gromady Popów włączono wieś Dąbrowa z przysiółkami Smolarze i Wrzosy ze zniesionej gromady Więcki w tymże powiecie.
1 lipca 1963 do gromady Popów przyłączono wieś Brzózki z gromady Wąsosz Górny w tymże powiecie.
Gromada przetrwała do końca 1972 roku, czyli do kolejnej reformy gminnej. 1 stycznia 1973 w powiecie kłobuckim reaktywowano gminę Popów.